# Confine tra Cina e Mongolia
Il confine tra la Cina e la Mongolia descrive la linea di demarcazione tra questi due stati. Ha una lunghezza di 4 677 km.

## Caratteristiche
La Mongolia è racchiusa tra la Cina e la Russia. Il confine riguarda il nord della Cina e il sud della Mongolia. Ha un andamento generale da ovest verso est.
Il confine incomincia alla triplice frontiera tra Cina, Mongolia e Russia collocata a ovest della Mongolia. Sebbene i due Stati non confinino direttamente tra di loro, il punto più occidentale del Paese mongolo dista poco di meno di 50 km dal Kazakistan. Il confine termina sempre tra gli stessi tre stati a oriente della Mongolia.

All'inizio il confine corre lungo i monti Altaj e poi lungo il deserto del Gobi.